# Michiel Richards
Michiel Richards (San Francisco) is een Nederlands scenarioschrijver en schrijver van boeken.
Richards volgde het Montessori Lyceum in Amsterdam. Na het behalen van zijn diploma volgde hij de studie Film en Televisiewetenschap. Aan het NFTVA studeerde hij in 1997 af voor scenarioschrijven. In 1998 begon hij met het schrijven van de Duitse ziekenhuisserie Stadtklinik, gebaseerd op Medisch Centrum West. Zijn eerste Nederlandse serie was de komedie SamSam op Yorin. Later schreef hij enkele afleveringen van De Wet volgens Milo, Grijpstra & De Gier en Parels & Zwijnen.
Tot en met 2009 hield Richards zich vooral bezig met het schrijven voor soaps, onder andere Onderweg naar Morgen en Het Glazen Huis. Ook schreef hij een tijdje mee aan Goede tijden, slechte tijden. Hierna volgden scenario's voor verschillende scripted-reality series, zoals Beschuldigd, Achter gesloten deuren (televisieserie) en Brugklas (televisieserie). De laatste jaren legt Richards zich, naast commerciële schrijfklussen, toe op het schrijven van verhalen en boeken. Er zijn verschillende titels van hem verschenen.